# Horsagöl, Småland
Horsagöl är en sjö i Nybro kommun i Småland och ingår i Alsteråns huvudavrinningsområde.